# Gonçalves
Gonçalves är en kommun i Brasilien.   Den ligger i delstaten Minas Gerais, i den sydöstra delen av landet, 800 km söder om huvudstaden Brasília. Antalet invånare är 4 220.
Omgivningarna runt Gonçalves är huvudsakligen savann. Runt Gonçalves är det ganska glesbefolkat, med 27 invånare per kvadratkilometer.